# 批判现实主义
批判現實主義，（Critical Realism）為現實主義傳統的繼承與發展，指十九世紀在歐洲形成的一種文藝思潮和創作方法。

## 知名批判現實主義作家
- 蒲魯東（1809年－1865年），法國作家，於《藝術的社會使命》一書中，提出「現實主義是批判的」之論點。
- 查爾斯·狄更斯（1812年－1870年），英國大文豪，在自傳《大衛·科波菲爾》此書中以角色「大衛」來反映了他所希望人间充满善良正义的理想，以及當時社會的真實面貌。
- 高尔基，俄羅斯（前蘇聯作家，正式提出批判現實主義（俄语：Критический реализм (литература)）並給它下定義之人。
- 司汤达，法国十九世纪作家。长篇代表作《红与黑》為批判現實主義奠定了基礎。